# North Nibley
North Nibley é uma paróquia e aldeia de Stroud, no condado de Gloucestershire, na Inglaterra. De acordo com o Censo de 2011, tinha 883 habitantes. Tem uma área de 13,2 km².